# 岩藻甾醇
岩藻甾醇（英語：Fucosterol）是一种源自于一些巨藻科褐藻的类固醇物质。